# Amegilla garrula
Amegilla garrula es una especie de abeja excavadora perteneciente al género Amegilla, categorizada en la tribu Anthophorini, de la subfamilia Apinae. Fue descrita científicamente por el naturalista italiano Pietro Rossi en 1790.
Mide entre 8-15 mm de longitud.

## Distribución
La especie se distribuye por Asia y Europa, en Kazajistán, Turkmenistán, Rusia, Irán, Armenia, Líbano, Turquía, Ucrania, Grecia, Rumania, Macedonia, Italia, Eslovaquia, Austria, Suiza, España y Francia.